# Harmothoe benthaliana
Harmothoe benthaliana är en ringmaskart som beskrevs av McIntosh 1885. Harmothoe benthaliana ingår i släktet Harmothoe och familjen Polynoidae. Inga underarter finns listade i Catalogue of Life.